# Zajezdnia tramwajowa w Grudziądzu
Zajezdnia tramwajowa w Grudziądzu – zajezdnia tramwajowa, mieszcząca się przy ul. Dworcowej 47 w Grudziądzu. Główna siedziba Miejskiego Zakładu Komunikacji w Grudziądzu.

## Hala postojowa
Budynek jest ośmiotorowy z jednym torem ślepym. W warsztacie znajduje się ponad stuletnia tokarka do obręczy kół tramwajowych.
W zajezdni stacjonuje 29 wagonów.

## Pożar i odbudowa
5 września 1993 roku około godz. 5:00 w zajezdni tramwajowej wybuchł pożar, którego powodem prawdopodobnie było zwarcie instalacji elektrycznej. Spaleniu uległo 11 wozów i wagon techniczny, które stacjonowały wewnątrz hali. W akcji gaśniczej wzięło udział 11 jednostek straży pożarnej. Pożar wstrzymał na kilkanaście dni ruch tramwajowy w mieście. Jeszcze w 1993 roku rozpoczęto odbudowę obiektu. 4 sierpnia 1994 roku ówczesny prezydent Grudziądza Zenon Kufel dokonał uroczystego otwarcia odbudowanej zajezdni.

## Tabor
| Zdjęcie                                            | Typ                                                | Ekspl.                                             | przewóz osób na wózkach                            | Liczba |
| -------------------------------------------------- | -------------------------------------------------- | -------------------------------------------------- | -------------------------------------------------- | ------ |
|                                                    | Konstal 2N2                                        | 1994                                               |                                                    | 1      |
|                                                    | Modernus Beta MF 28 AC                             | 2022                                               | T                                                  | 4      |
|                                                    | Konstal 805NaMM                                    | 2010                                               |                                                    | 6      |
|                                                    | Konstal 805Na                                      | 1980/2010                                          |                                                    | 2      |
|                                                    | Konstal 805Nb                                      | 1993                                               |                                                    | 4      |
|                                                    | Düwag GT8                                          | 2010                                               |                                                    | 6      |
| Liczba wagonów                                     | Liczba wagonów                                     | Liczba wagonów                                     | Liczba wagonów                                     | 23     |
| Udział wagonów niskowejściowych i niskopodłogowych | Udział wagonów niskowejściowych i niskopodłogowych | Udział wagonów niskowejściowych i niskopodłogowych | Udział wagonów niskowejściowych i niskopodłogowych | 17%    |